# Carelles

Carelles este o comună în departamentul Mayenne, Franța. În 2009 avea o populație de 289 de locuitori.